# Verheyefjellet
Verheyefjellet är ett berg i Antarktis. Det ligger i Östantarktis. Norge gör anspråk på området. Toppen på Verheyefjellet är 1 766 meter över havet.
Terrängen runt Verheyefjellet är varierad. Trakten är obefolkad. Det finns inga samhällen i närheten. 